# (5716) Pickard
(5716) Pickard es un asteroide perteneciente al cinturón de asteroides descubierto el 17 de octubre de 1982 por Edward Bowell desde la Estación Anderson Mesa (condado de Coconino, cerca de Flagstaff, Arizona, Estados Unidos).

## Designación y nombre
Designado provisionalmente como 1982 UH. Fue nombrado Pickard en homenaje a Elizabeth D. Pickard, filántropa y voluntaria de la comunidad en Flagstaff, Arizona, por su gran apoyo al Observatorio Lowell, y en particular por encabezar los esfuerzos locales de recaudación de fondos que para construir un nuevo centro de visitantes.

## Características orbitales
Pickard está situado a una distancia media del Sol de 2,377 ua, pudiendo alejarse hasta 2,837 ua y acercarse hasta 1,917 ua. Su excentricidad es 0,193 y la inclinación orbital 2,288 grados. Emplea 1338,78 días en completar una órbita alrededor del Sol.

## Características físicas
La magnitud absoluta de Pickard es 14. Tiene 9,109 km de diámetro y su albedo se estima en 0,07. 